# Форбах
Форбах (нім. Vorbach) — громада в Німеччині, розташована в землі Баварія. Підпорядковується адміністративному округу Верхній Пфальц. Входить до складу району Нойштадт-ан-дер-Вальднааб. Складова частина об'єднання громад Кірхентумбах.
Площа — 13,52 км2. Населення становить 1009 ос. (станом на 31 грудня 2020).